# Eric Bauza
Eric Adrian Bauza (Toronto, 7 de diciembre de 1979) es un actor de voz, comediante, y animador canadiense-estadounidense. Sus papeles más conocidos incluyen Stimpy en Ren y Stimpy "Solo para adultos", Foop en Los padrinos mágicos, Thunderbolt Ross en Iron Man: Armored Adventures y Fozzie Bear en Muppet Babies. Él es la voz actual de muchos personajes, incluidos Bugs Bunny, Pato Lucas, Porky Pig, Marvin el Marciano, Pepe Le Pew, Piolín, Speedy Gonzales, Quique Gavilán, Perro George, Pájaro Loco, Oso Bubu, La Hormiga Atómica, Luke Skywalker y Dino.
Por su papel en Looney Tunes Cartoons, Bauza ganó el primer Children's and Family Emmy Award por interpretación de voz sobresaliente en un programa animado.

## Primeros años
Eric bauza es de ascendencia filipina. Dijo que ver a Mr. Dressup mientras crecía inspiró su lado creativo; Bauza dibujaba con el presentador del programa mientras lo miraba.
Bauza nació y creció en el suburbio de Scarborough en Toronto. Asistió a la escuela secundaria católica Cardinal Newman (ahora St. John Henry Newman) en Scarborough, de 1993 a 1996. Se graduó de Centennial College en 2000.

## Carrera
Bauzá comenzó su carrera en la animación como diseñador de personajes en Hollywood.
Bauzá ha aparecido en El Tigre: las aventuras de Manny Rivera, Los padrinos mágicos, Ren y Stimpy "Solo para adultos", Las aventuras de Coco Fred, G.I. Joe: Resolute y Hero 108. También interpretó múltiples papeles en "The King and Us", una serie web patrocinada por Burger King, y fue visto en la NFL durante el programa previo al juego de Fox.
Bauza es la voz de Lord Stingray en la serie Superjail! de Adult Swim, Marvin el Marciano en The Looney Tunes Show y Dr. Psychobos en Ben 10: Omniverse. También apareció en episodios de la serie web animada Dick Figures, donde prestó su voz al Genio de la Tetera, al Vulgar Mall Santa y a los Ninjas. También ha sido la voz de Lord Takagami, el principal antagonista de Dick Figures: La Película. Interpretó a Buhdeuce en Breadwinners y al personaje principal en The Adventures of Puss in Boots de Netflix.
Bauza ha realizado stand up en Laugh Factory en Los Ángeles.
Bauza ha prestado su voz a personajes como Bugs Bunny, Pato Lucas, Pato Lucas, Marvin el Marciano y Pájaro Loco. También prestó su voz a Rash en la versión de 2020 de Battletoads. Bauza fue brevemente presentador de un programa de entrevistas nocturno en The Late Night Show Tonight.
El 23 de marzo de 2021, Bauza apareció en el programa de juegos de ABC To Tell The Truth y actuó con sus voces de Looney Tunes.
En 2022, presentó Stay Tooned, una serie documental de seis partes sobre el impacto cultural de los dibujos animados, para CBC Gem.

## Filmografía

### Películas
| Año  | Título                                                            | Papel                                                                                     | Notas                              |
| ---- | ----------------------------------------------------------------- | ----------------------------------------------------------------------------------------- | ---------------------------------- |
| 2005 | Surly Squirrel                                                    | Buddy la Rata                                                                             | Cortometraje                       |
| 2006 | Clouds and Time with a Brick Wall                                 | Medic                                                                                     |                                    |
| 2008 | Los Campeones de la Lucha Libre                                   | Rey Extremo/Estrella Verde                                                                |                                    |
| 2009 | Alvin y las ardillas 2                                            | Digger                                                                                    |                                    |
| 2010 | Go Tell Ricky Scrotum                                             | Dentista                                                                                  |                                    |
| 2012 | Un gato en París                                                  | Dom, Dog Owner, Voces adicionales                                                         |                                    |
| 2013 | Iron Man: Rise of Technovore                                      | Ezekiel "Zeke" Stane / Tecnívoro                                                          | Directo a video                    |
| 2013 | Scooby-Doo! Stage Fright                                          | K.J.                                                                                      | Directo a video                    |
| 2013 | Dick Figures: La Película                                         | Lord Takagami                                                                             |                                    |
| 2014 | Avengers Confidential: Black Widow & Punisher                     | Amadeus Cho, Barón Zemo                                                                   | Directo a video                    |
| 2014 | batman: Assault on Arkham                                         | Security Guard                                                                            | Directo a video                    |
| 2014 | Scooby-Doo! Frankencreepy                                         | Daphomatic, Rock Dude                                                                     | Directo a video                    |
| 2014 | A Fairly Odd Summer                                               | Foop                                                                                      | Película de TV                     |
| 2014 | El libro de la vida                                               | Padre Domingo, Guardian de la Cueva                                                       |                                    |
| 2015 | Scooby-Doo! Moon Monster Madness                                  | Clark Sparkman                                                                            | Directo a video                    |
| 2015 | The Flintstones & WWE: Stone Age SmackDown!                       | Bam-Bam Mármol, Dino, Hoppy                                                               | Directo a video                    |
| 2015 | Batman Unlimited: Animal Instincts                                | Punk #1, Rookie Cop                                                                       | Directo a video                    |
| 2015 | El recuerdo de Marnie                                             | Padre de Marnie                                                                           | Doblaje en inglés                  |
| 2015 | Bob Esponja: Un héroe fuera del agua                              | Seagull                                                                                   |                                    |
| 2015 | Tom and Jerry: Spy Quest                                          | Dr. Benton Quest                                                                          | Directo a video                    |
| 2015 | Liga de la Justicia: Dioses y monstruos                           | Ryan Choi                                                                                 | Directo a video                    |
| 2015 | Batman Unlimited: Monster Mayhem                                  | Houston Raines                                                                            | Directo a video                    |
| 2016 | Lego DC Comics Super Heroes: Justice League: Gotham City Breakout | Bane, James Gordon                                                                        | Directo a video                    |
| 2016 | Scooby-Doo! and WWE: Curse of the Speed Demon                     | Big Earl                                                                                  | Directo a video                    |
| 2016 | Nerdland                                                          | Anchorman Eric                                                                            |                                    |
| 2017 | The Jetsons & WWE: Robo-WrestleMania!                             | Rolf Rodriguez                                                                            | Directo a video                    |
| 2017 | Batman y Harley Quinn                                             | Wesley                                                                                    | Directo a video                    |
| 2017 | Despicable Me 3                                                   | Voces adicionales                                                                         | No acreditado                      |
| 2017 | Smurfs: The Lost Village                                          | Voces adicionales                                                                         |                                    |
| 2017 | emoji: la película                                                | Voces adicionales                                                                         |                                    |
| 2017 | El pájaro loco                                                    | Pájaro Loco                                                                               |                                    |
| 2018 | Lego DC Comics Super Heroes: The Flash                            | Átomo, B'dg, Jimmy Olsen                                                                  | Directo a video                    |
| 2018 | Batman Ninja                                                      | Dos Caras                                                                                 | Doblaje en inglés; directo a video |
| 2018 | Lego DC Comics Super Heroes: Aquaman: Rage of Atlantis            | Jimmy Olsen                                                                               | Directo a video                    |
| 2018 | Teen Titans Go! to the Movies                                     | Aquaman                                                                                   |                                    |
| 2019 | Batman vs. Teenage Mutant Ninja Turtles                           | Leonardo                                                                                  | Directo a video                    |
| 2019 | The Banana Splits Movie                                           | Fleegle, Bingo, Drooper, Announcer                                                        | Directo a video                    |
| 2021 | Batman: Soul of the Dragon                                        | Axe Gang Leader                                                                           | Directo a video                    |
| 2021 | Space Jam: A New Legacy                                           | Pato Lucas, Porky Pig, Elmer Gruñón, Gallo Claudio, Marvin el Marciano, Voces adicionales | [ 15 ] [ 16 ] [ 17 ]               |
| 2022 | King Tweety                                                       | Piolín, Silvestre, Larry Bird, The Handsome Stewart                                       | Directo a video                    |
| 2022 | El ascenso de las Tortugas Ninja: La película                     | Splinter, Foot Soldiers, Radio Newscaster, Secret Agent                                   |                                    |
| 2023 | Super Mario Bros.: La película                                    | Diddy Kong, Toad General                                                                  | [ 18 ] [ 19 ]                      |
| 2024 | Woody Woodpecker Goes to Camp                                     | Pájaro Loco                                                                               | Película de Netflix                |
| 2024 | The Day the Earth Blew Up: A Looney Tunes Movie                   | Pato Lucas, Porky Pig                                                                     |                                    |

### Televisión
| Año           | Título                                   | Papel | Notas                                               |
| ------------- | ---------------------------------------- | --- | --------------------------------------------------- |
| 2001–02       | The Ripping Friends                      | Filling, General Bladder, Ministro de Propaganda, Agente del ServicioSecreto, Mr. Munger, Ranger, Button Keeper, Voz masculina, Future Cat |                                                     |
| 2003          | Ren y Stimpy "Solo para adultos"         | Stimpy, Shampoo Master |                                                     |
| 2005–06       | Las aventuras de Coco Fred               | Slip D'Peel, Slide D'Peel, Butchy, Erizo de mar |                                                     |
| 2005–06       | Hi Hi Puffy AmiYumi                      | Malloy | 2 episodios                                         |
| 2007–08       | El Tigre: las aventuras de Manny Rivera  | Rodolfo Rivera / White Pantera, Dr. Eugene L. Butterman, Mr. Dineron, Bandido (1), Oficial, Takeshi, Chorizo, Director Tonino, Mikey, Sirilo, Voz Robotica, Bouncer, Toshiro, Dos, Tres, Rio, John, Rodolfo (joven), Lumberjack, Mighty Cheetar, Cactus Kid, Dueño de la Tienda #3, Animals, Giant Robot Sanchez, Voz sintetizada, Chui, Oficial Chepe, Steve from Canada, Juez de concurso |                                                     |
| 2008          | Avatar: la leyenda de Aang               | Spong | Episodio: "The Boiling Rock"                        |
| 2009          | Chowder                                  | Schmoast Guard, Turista #2, Charlie #2 | Episodio: "The Party Cruise/Won-Ton Bombs"          |
| 2009          | G.I. Joe: Resolute                       | Storm Shadow, Destro, Tunnel Rat |                                                     |
| 2009–17       | Los padrinos mágicos                     | Foop, Poof-A-Razzi #1, Miembro de la audiencia, Elfo, Leprechaun, Gnomo, Cíclope, Fairy Bailiff, Anunciador, Seamus, Ben Franklin, Meanie, Guardia #1, Radiation Monster, Voz de computadora, Killer, Steve Wandzniak, Anti-Hada #2, Niño con frenos, Bob Heartthrob, Esqueleto pirata, Punchy the Kangaroo, Poof como Donald Trump, Erizo |                                                     |
| 2010          | Hero 108                                 | Red-Faced Kwan, Camel King |                                                     |
| 2010          | T.U.F.F. Puppy                           | Guardia #1 | Episodio: "Doom-Mates"                              |
| 2010          | Zevo-3                                   | Brad | Episodio: "Daddy Dearest"                           |
| 2011          | The Problem Solverz                      | Dork Face | Episodio: "Zoo Cops"                                |
| 2011          | Allen Gregory                            | Dr. Moonbeam | Episodio: "Gay School Dance"                        |
| 2011–12       | Dan Vs.                                  | Ben, Paramedic, Ninja Dave |                                                     |
| 2011–12       | Scooby-Doo! misterios S.A.               | Dr. Benton C. Quest, Dr. Zin, Eager Clerk, Clerk's Pet, Old Clerk |                                                     |
| 2011–12       | Fanboy & Chum Chum                       | Retchy Lintpockets, Blue Berries, Blueberry Foreman |                                                     |
| 2011–12       | Dick Figures                             | Genie, Mall Santa, Gerald Butler, Golden Lotus Ninjas |                                                     |
| 2011–13       | Phineas y Ferb                           | Little Saul |                                                     |
| 2011–13       | The Looney Tunes Show                    | Marvin el Marciano, Gavin |                                                     |
| 2011–14       | Superjail!                               | Lord Stingray |                                                     |
| 2012          | Iron Man: Armored Adventures             | Gen. Thaddeus "Thunderbolt" Ross | Episodio: "Rage of the Hulk"                        |
| 2012          | Kick Buttowski: Suburban Daredevil       | Mr. Huang, Robobot, Groundedbot |                                                     |
| 2012          | Napoleon Dynamite                        | Roy the Snitch | Episodio: "Thundercone"                             |
| 2012–13       | Adventure Time                           | Tromo, El oso, Enchiridion, Candy Person |                                                     |
| 2012–14       | Ben 10: Omniverse                        | Fistrick, Megawhatt, Diamondhead, Driba, Galvan Albedo, Grey Matter, Pax, Solid Plugg, Bellicus, Eatle, Arctiguana, Lackno, Dr. Psychobos, Ripjaws, Mechaneer, Trumbipulor, Way Big, Freezelizard, Thunderpig, Upchuck, Raff, Cast Iron, Rook Da, Paltroon, Parts Dealer, Galvan Albedo, Ultimate Albedo, Buzzshock, Toepick, Vomit Man, Jerry, Rook Da, Pretty Boy Vreedle, Mad Diamondhead, Mad Upchuck, Brainfrog, Mad Way Big, Young Cooper Daniels, Eatle, Big Chuck, Chromastone, Mr. Smoothy |                                                     |
| 2012–15       | Gravity Falls                            | Ernesto |                                                     |
| 2012–15       | Black Dynamite                           | Fiendish Dr. Wu, Chinatown Assassin, Boo Coo Sow, Reportero, Asistente de Bill Cosby, Ejecutivo de TV, Donny Osmond, Dick Clark |                                                     |
| 2012–18       | Bravest Warriors                         | Santean #1, Cliente, Shepherd, Midge, Gavin, Concierge, Arcade Monstruo, Papá de Danny, Codswell, Capitán Meow, Mecha Cat, Karswell, Tchod, Zannoossi, Whale, Xander, Brian Kirkman, Tony Vasquez, Ben |                                                     |
| 2013          | Rick y Morty                             | Customs Gromflomite, Glen the Gromflomite | Episodio: "Pilot"                                   |
| 2013          | Teen Titans Go!                          | Segundo Santa, Anunciador |                                                     |
| 2013          | Amatista, Princesa de Gemworld           | Pegacorn, Dark Opal, Citrina, Happy Tree |                                                     |
| 2013–14       | Xiaolin Chronicles                       | Raimundo Pedrosa, Jack Spicer, Dr. Toho, PandaBubba, Dashi, Mini Dojo, Warden, Patty, Narrador, Monje Guan, Tai Shui |                                                     |
| 2013–15       | Turbo FAST                               | Chet, Peel-Out, Guy Gagne, Cameron, Male Kissing Teen, Pentapeg, Silent But Deadly, Dillwood, Delegado Animal #2 |                                                     |
| 2013–16       | Sanjay y Craig                           | Googa #1, Skater #3, Toyosan, Curly Haired Boy, Suit, Policía |                                                     |
| 2013–17       | Ultimate Spider-Man                      | Amadeus Cho / Iron Spider, Arcade, Scorpion, Swarm, Agente de S.H.I.E.L.D. |                                                     |
| 2013–17       | Uncle Grandpa                            | Belly Bag, Hombre Hot Dog, Guillermo, Cop #2, Xama, Crazy Baby, Eely Bag, Jerky Jasper, Dick Dastardly | Protagonista                                        |
| 2014          | El show de Tom y Jerry                   | Skunk | Episodio: "Sleep Disorder/Tom's In-Tents Adventure" |
| 2014          | Lego Star Wars: The Yoda Chronicles      | Luke Skywalker, Head Jawa, Porkins Pilot |                                                     |
| 2014          | Community                                | Narrador |                                                     |
| 2014–16       | Breadwinners                             | Buhdeuce, Videogame Announcer, Baby Monster, Dishwasher, Bacteria Blog, B2D2, Monster #1 (1), Steering Wheel, Monster (2), Rich Passenger Beetle, Duckling, Monster (3), Thon, Baby Buhdeuce, Three-Headed Birdman, Monster #1 (2), Worm, Tadpole Officer, Finger #2, Anunciador, Gator, Monster Emcee, Peebee, Tunnel Eater, Big Baby Buns, Buhdeuce's Belly, Old Buhdeuce, Faux Buhdeuce, Mushroom Worker #2, Bob Featherly, Disco Ball, Stamp, Narrador de cómic                                 |                                                     |
| 2014–16       | TripTank                                 | Shen, Iron Shogun, Delivery Boy, Caller, Man, Doctor, Ronnie, Chinese Helper, Guy Skunk, Viajero del tiempo, Niño, Yakuza, UPS Guy, Old Man, Boss, Prince, Papá |                                                     |
| 2014–17       | Las tortugas ninja                       | Tiger Claw, Hun, Triceraton, Unicorn Man, Triceraton Científico (2), Vic Fulci, Vinnie Fulci, The Hammer, Mask 2, Evil Ninja Commander, Crimson Leader, Masks |                                                     |
| 2015          | El show de Peabody y Sherman             | Galileo |                                                     |
| 2015          | Lego Star Wars: Droid Tales              | Luke Skywalker, Rusty |                                                     |
| 2015–17       | Transformers: Robots in Disguise         | Drift, Lt. Ziegler, Headlock, Look-Out, Pseudo, Turista, Oficial, Back, Forth, Cyclone Mini-Con, Científico, Radio Commercial, Instructor, Computer Voice | Protagonista                                        |
| 2015–18       | The Adventures of Puss in Boots          | El Gato con Botas, Eames, Señor Igualdemontijo, Desmondo, Sino, Gato Dos, San Lorenzan #2, Murflock, Osvaldo, Brad, Wimblegurp | Protagonista                                        |
| 2015–20       | New Looney Tunes                         | Marvin el Marciano, Pepe Le Pew, Hubie, Bertie, Cal, Old Man, Rock Hardcase |                                                     |
| 2015–19       | Star vs. the Forces of Evil              | Three-Eyed Potato Baby, Cloudy, Sir Stabby, Spider with a Top Hat |                                                     |
| 2015–16       | Steven Universe                          | Belly Bag, Narrador, Ricky, Hotel Butlers |                                                     |
| 2015–19       | Mighty Magiswords                        | Phil the Thief, Hoppus, Rey Rexxtopher |                                                     |
| 2016          | Bob Esponja                              | Shalmon | Episodio: "Sandy's Nutmare"                         |
| 2016          | Transformers: Rescue Bots                | Maven Danger, Skip Scobbie |                                                     |
| 2016          | Kung Fu Panda: la leyenda de Po          | Rooster, Rinoceronte #1, Zhihui, Ladrón #2 |                                                     |
| 2016          | Cerdo Cabra Banana Grillo                | Avocado, Cow, Mantis | Episodio: "Cow Duck Avocado Mantis"                 |
| 2016          | Dinotrux                                 | Stix, Gruff Gluphosaurus, Flynt, Auger, Bor-Is |                                                     |
| 2016          | Mixels                                   | Paladum, Mixapod, Mixopolis Zoo Animals | Episodio: "Every Knight Has Its Day"                |
| 2016          | Ben 10                                   | Gust-O | Episodio: "Riding the Storm Out"                    |
| 2016–17       | Lego Star Wars: The Freemaker Adventures | Luke Skywalker |                                                     |
| 2016–17       | Atomic Puppet                            | Joseph "Joey" Felt, AP |                                                     |
| 2016          | The Powerpuff Girls                      | Allegro, Largo | Episodio: "Largo"                                   |
| 2016–18       | Bunnicula                                | Patches the Weredude | Recurrente                                          |
| 2017          | Be Cool, Scooby-Doo!                     | Soung, Tony, Russ, Charlie, Clown Cop, Dack, Wayne, Mr. Moon, President Moon, Anunciador, Guardia |                                                     |
| 2017          | Ant-Man                                  | Alien Leader |                                                     |
| 2017          | Voltron Legendary Defender Motion Comic  | Kythylian Mu |                                                     |
| 2017          | La ley de Milo Murphy                    | Voces adicionales |                                                     |
| 2017          | Pickle & Peanut                          | Voces adicionales |                                                     |
| 2017–18       | Guardianes de la Galaxia                 | Adam Warlock, Magus, Shokk |                                                     |
| 2017–21       | Patoaventuras                            | Beagle Boys, Captain Farley Foghorn | Recurrente                                          |
| 2017–20       | Unikitty!                                | Master Frown | Protagonista                                        |
| 2017–18       | Stretch Armstrong and the Flex Fighters  | The Gentleman, Malouf |                                                     |
| 2017–18       | Guardianes de la Galaxia                 | Adam Warlock, Baby Warlock, Espectro, Magus, Príncipe Shokk, Retador #2 |                                                     |
| 2018–22       | Muppet Babies                            | Bebé Fozzie, Bunsen Honeydew, Mr. Statler, The Man in the Moon, Whale, Robin the Tadpole, Mummy, Sam The Eagle, Squirrel | Protagonista                                        |
| 2018–presente | Ballmastrz: 9009                         | Flip Champion |                                                     |
| 2018          | La leyenda de los tres caballeros        | José Carioca, Scrooge McDuck | Protagonista                                        |
| 2018          | Dallas & Robo                            | Whiskey Johnson, Bill Dickman | Episodio: "Le Mars"                                 |
| 2018          | Star Wars Resistencia                    | Gorrak Wiles | Episodio: "Fuel for the Fire"                       |
| 2018          | Supernatural                             | Cousin Slicker | Episodio: "Scoobynatural"                           |
| 2018–20       | El ascenso de las tortugas ninja         | Splinter, Senor Hueso, Lou Jitsu, Manager, Presidente Pepperoni, Clem, NYPD, Blonde Boy, Distraught Man, Narrador, Sargento Woodpecker, Fox, Anunciador, Noah Sheck, Niño #1, Hombre en TV, Trash Wizard, Mago #1, Conductor | Protagonista                                        |
| 2018–19       | The Adventures of Rocky and Bullwinkle   | Premier Leader |                                                     |
| 2019          | The Loud House                           | Rex, Bruno, Hipster, Pareja masculina, Mr. Reynolds, Cory, Rex, Niño #2, Anunciador, juez | 4 episodios                                         |
| 2019          | Los Casagrande                           | Bruno, Nelson, El Cucuy, Ricky, Empleado, Egret 1, Conductor, Security Guard, Mr. Suarez, Comisionado Gordo, Ladrón, Actor in Scary Movie, Hipster #1, Egrets, Hipster #2, Pan Dulce Vendor, Kid, Cat, El Pollito malo, Host, Fluffy, Anunciadot | 12 episodios                                        |
| 2019          | Pinky Malinky                            | Flynn | Episodio: "Advanced"                                |
| 2019          | The Epic Tales of Captain Underpants     | Rap Talkwell, Mr. Gigglenose, Robius | 3 episodios                                         |
| 2019          | La guardia del león                      | Pagala | Episodio: "Marsh of Mystery"                        |
| 2019          | Middle School Moguls                     | Mogul Frostbottom, Automated Voice, Mogulbot, Incidental Sports Boy | 4 episodios                                         |
| 2019          | Where's Waldo?                           | Koala, Dingo | Episodio: "Australian Blunder Down Under"           |
| 2019          | Spider-Man                               | Señor Negativo | Episodio: "Brand New Day"                           |
| 2019–presente | Ollie & Scoops                           | Scoops |                                                     |
| 2019–22       | T.O.T.S.                                 | Mr. Woodbird, Papá de Tara, Profesor Peacock, Storkbot, Padre de Linus, Padre de Marty, Primo de KC, Fotógrafo, Padre de Gio, Padre de Chelsea, Penguin Toy, Padre de Sebastian, Padre de Oliver, Papá de Rudy, Padre de Peggy, Padre de Zora y Zola, Water Walker 6000, Papá de Zadie, Papá de Preston, Padre de Blossom, Padre de Sunny, Profesor Peacock, Huxley | Protagonista                                        |
| 2019          | Pup Academy                              | Voces de Spark's Yapping | 3 episodios                                         |
| 2019–20       | Big Hero 6: The Series                   | Tío Samurai, Anunciador, Cop, Detective Kato, Buddy Guardians |                                                     |
| 2019–presente | Ollie and Scoops                         | Scoops | [ 21 ]                                              |
| 2019–20       | La próxima gran aventura de Archibald    | Beatnik Ant, Mikael, Nitro Ned, Jax, Leonard |                                                     |
| 2020–presente | Looney Tunes Cartoons                    | Bugs Bunny, Pato Lucas, Piolín, Pepé Le Pew, Perro George, Marvin the Martian, Charlie Dog, The Weasel | Regular                                             |
| 2020–presente | Star Trek: Lower Decks                   | Cerritos Conn Officer |                                                     |
| 2020–21       | Fast & Furious Spy Racers                | Sospechoso, Van Guy, Agente Medina, Host de Radio |                                                     |
| 2020–21       | Víctor y Valentino                       | Shop Clerk, Hype Man |                                                     |
| 2020–22       | The Mighty Ones                          | Ben Stinkbug, Uncle Berry, Gunkus, Narrador, Rat King, Young Bit, Comedy Bit, Acorn, Yohan, Buggzo, Bee 2, Shredsy, Koko, Maple Leaf |                                                     |
| 2020–presente | Doug Unplugs                             | Bob Bot, Seagull, Brad, Chaz, Fancy, Thomas's Grandpa, Frank, Squishy Bots |                                                     |
| 2020–23       | Animaniacs                               | Pato Lucas, Kim Jong-un, Pepe Le Pew, Científico, Shaun, Officiant |                                                     |
| 2020          | Close Enough                             | Dude Man | Episodio: "Golden Gamer"                            |
| 2021          | To Tell the Truth                        | Self |                                                     |
| 2021–22       | Kid Cosmic                               | Fry, Guardia, Militar #1, Emerald Wing, Mstr Wlknz, R.9-C.R, Roly Poly Guy, Graknar |                                                     |
| 2021          | Long Gone Gulch                          | Mako | Piloto                                              |
| 2021          | Amphibia                                 | Mr. Wu | Episodio: "True Colors"                             |
| 2021          | Trese                                    | Nuno | Doblaje en inglés                                   |
| 2021–2023     | The Owl House                            | Gilbert Park, Director Faust, Healer, Gremlins, Ratas | 4 episodios                                         |
| 2021–22       | Tig n' Seek                              | El mismo, cameo |                                                     |
| 2021–22       | Yabba-Dabba Dinosaurs                    | Dino |                                                     |
| 2021          | A Tale Dark & Grimm                      | King, Stars, Shillingworth, Soldier, Guard, Ferryman, Couchface, King's Father, Castle Guard |                                                     |
| 2021          | Maya y los tres                          | Vucub, the God of Jungle Animals |                                                     |
| 2021          | Inside Job                               | Jason Bourne, Joey, DNA Tester, Farmer |                                                     |
| 2021          | Saturday Morning All Star Hits!          | Pasto, Tigor, Derek, Meiko |                                                     |
| 2022          | We Baby Bears                            | Broccoli, Celery Blacksmith, Veggie Artist, Sam Spider Spade, Jefe de policía, Avispa, Robot Panda, Cashier |                                                     |
| 2022          | Bob's Burgers                            | Robert "Big Bob" Belcher, Sr. | 1 episodio, reemplaza a Bill Hader                  |
| 2022          | Samurai Rabbit: The Usagi Chronicles     | Chikabuma, Kagehito, Keisatsukan, Keisatsukan #2, Admiral Nochi, O-Dokuro, Hat-Yokai, Sakuran, Stool-Yokai, Street Tough 2 |                                                     |
| 2022–presente | Bugs Bunny Builders                      | Bugs Bunny, Pato Lucas, Piolín |                                                     |
| 2022–presente | Hamster & Gretel                         | CopyCat |                                                     |
| 2023–presente | Kiff                                     | Reggie, Roy Fox | [ 22 ]                                              |

### Videojuegos
| Año  | Título                                             | Papel | Notas         |
| ---- | -------------------------------------------------- | --- | ------------- |
| 2003 | Rayman 3: Hoodlum Havoc                            | Count Razoff | Sin acreditar |
| 2011 | Nicktoons MLB                                      | Stimpy |               |
| 2011 | Ace Combat: Assault Horizon                        | Nomad 62 |               |
| 2011 | batman: Arkham City                                | Dr. Adam Hamasaki |               |
| 2012 | Ben 10: Omniverse                                  | Varios |               |
| 2013 | Metal Gear Rising: Revengeance                     | Voces adicionales |               |
| 2013 | DuckTales: Remastered                              | Fenton Crackshell / Gizmo Duck |               |
| 2013 | Disney Infinity                                    | Voces adicionales |               |
| 2013 | Lightning Returns: Final Fantasy XIII              | Voces adicionales |               |
| 2013 | Ben 10: Omniverse 2                                | Various |               |
| 2014 | Hora de aventuras: el secreto del reino sin nombre | Pillowmint Butler |               |
| 2015 | Mobius Final Fantasy                               | Voces adicionales |               |
| 2015 | Lego Dimensions                                    | Allegro | Sin acreditar |
| 2015 | Adventure Time: Finn & Jake Investigations         | Pillowmint Butler, Marshmallow Kid, Gnome |               |
| 2016 | Lego Marvel's Avengers                             | Amadeus Cho / Iron Spider |               |
| 2016 | Ratchet & Clank                                    | Chairman Drek |               |
| 2018 | Spider-Man                                         | Voces adicionales |               |
| 2018 | Lego DC Super-Villains                             | Sr. Frío, Chang Tzu, Félix Fausto, Parásito |               |
| 2018 | Looney Tunes: World of Mayhem                      | Bugs Bunny, Big Chungus, Pato Lucas, Silvestre, Piolín (monstruo), Pepe Le Pew, Marvin el Marciano, Speedy Gonzales, Elmer Gruñón, Gallo Claudio, Sam Bigotes, Taz, Abuelita, Bruja Hazel, Sam Sheepdog, Quique Gavilán, Gossamer, El Coyote y el Correcaminos | [ 23 ]        |
| 2019 | Freedom Finger                                     | General Kang |               |
| 2020 | Battletoads                                        | Rash, Porkshank, Glorp, Axeley, Gymnast Leader | [ 24 ]        |
| 2022 | MultiVersus                                        | Bugs Bunny, Tom el gato, Jerry el Ratón, Marvin the Martian | [ 25 ] [ 26 ] |